# Heterogomphus rugosus
Heterogomphus rugosus är en skalbaggsart som beskrevs av Blanchard 1837. Heterogomphus rugosus ingår i släktet Heterogomphus och familjen Dynastidae. Inga underarter finns listade i Catalogue of Life.